# Düwag/Scandia MR/MRD
Düwag/Scandia MR/MRD – spalinowe zespoły trakcyjne produkowane w latach 1978–1985 specjalnie dla Danske Statsbaner przez niemieckie zakłady Waggonfabrik Uerdingen, a następnie również przez duńską Scandię. Łącznie wybudowano 98 pojazdów, na które składało się 195 wagonów – 98 sztuk MR i 97 egzemplarzy MRD.
W latach 1995–1997 najstarsza partia pojazdów została gruntownie zmodernizowana, a w 2003 część serii eksploatowanej przez DSB przejęła Arriva Tog. W 2007 składy pojawiły się w Polsce i od 2008 są eksploatowane w województwie kujawsko-pomorskim przez Arrivę RP.

## Historia

### Geneza
W 1975 duńskie koleje Danske Statsbaner opracowały „Plan 90”, który zakładał unowocześnienie do 1990 taboru pasażerskiego, w tym wprowadzenie nowych wagonów spalinowych w ruchu lokalnym. Po jazdach próbnych przeprowadzonych z wykorzystaniem niemieckich pojazdów serii 627 i 628 zdecydowano o zamówieniu około 100 pojazdów o nowej konstrukcji, ale bazującej na rozwiązaniach technicznych testowanych składów 628.

### Produkcja
| Zakład produkcyjny     | Rok  | Typ | Numery               | Liczba |       |
| ---------------------- | ---- | --- | -------------------- | ------ | ----- |
| Waggonfabrik Uerdingen | 1978 | MR  | 4001–4030            | 30     | [ 4 ] |
| Scandia                | 1978 | MR  | 4031–4040            | 10     | [ 4 ] |
| Scandia                | 1979 | MR  | 4041–4062            | 22     | [ 4 ] |
| Scandia                | 1981 | MRD | 4201–4202            | 2      | [ 4 ] |
| Scandia                | 1982 | MRD | 4203–4244            | 42     | [ 4 ] |
| Scandia                | 1983 | MR  | 4063–4064            | 2      | [ 4 ] |
| Scandia                | 1983 | MRD | 4245–4282            | 38     | [ 4 ] |
| Scandia                | 1984 | MR  | 4065–4082, 4085–4086 | 20     | [ 4 ] |
| Scandia                | 1985 | MR  | 4085–4099            | 15     | [ 4 ] |
| Scandia                | 1985 | MRD | 4285–4299            | 15     | [ 4 ] |

Spalinowe zespoły trakcyjne zamówione w 1975 przez DSB rozpoczęto wytwarzać w 1978. Pierwsze 30 wagonów typu MR wybudowały niemieckie zakłady Waggonfabrik Uerdingen. Pod koniec 1978 przekazały one dokumentację duńskim zakładom Scandia z Randers, które przejęły dalszą produkcję tych wagonów na licencji.
Do 1979 wyprodukowano łącznie 62 wagony MR zestawione w 31 składów o układzie MR+MR. Przewoźnik uznał wtedy za duży mankament brak miejsca na większy bagaż, dlatego zdecydowano o rearanżacji wnętrza jednego z wagonów. Zakłady z Uerdingen w porozumieniu z DSB opracowały dokumentację zmodyfikowanego pojazdu, a następnie przekazały projekt duńskiemu partnerowi. W 1981 Scandia rozpoczęła produkcję nowych wagonów, których oznaczenie zmieniono początkowo na MRI, a ostatecznie na MRD. Początkowo produkowano same wagony MRD w celu zestawienia ich z dotychczas wybudowanymi wagonami MR, a następnie produkowano zespoły w układzie MR+MRD.
Do 1985 operator zamówił łącznie 98 dwuwagonowych zespołów, a wyprodukowano łącznie 98 wagonów typu MR i 97 wagonów typu MRD. Wagony MR otrzymały numery od 4001 do 4099 z pominięciem 4084, a wagony MRD numery od 4201 do 4299 z pominięciem 4284. Ponadto wagon MRD4283 to były wagon MRD4227 pochodzący z jednostki, która uległa wypadkowi.

## Konstrukcja

### Nadwozie
Spalinowe zespoły trakcyjne MR/MRD początkowo były zestawione z dwóch wagonów MR, a później z wagonu MR i MRD. Wszystkie z nich posiadają kabinę maszynisty i są wagonami silnikowymi.
Pudła pojazdów wykonano z lekkich stopów stali wykorzystując walcowe kształtowniki. Do stalowego szkieletu przytwierdzono poszycie ze stalowej blachy ryflowanej. Wagony są połączone ze sobą sprzęgiem krótkim i międzywagonowym przejściem pasażerskim, natomiast na ich czołach zamontowano urządzenia ciągłowo-zderzne. Istnieje możliwość połączenia do 5 jednostek w trakcji ukrotnionej. Ich prędkość maksymalna wynosiła fabrycznie 120 km/h.

### Wnętrze

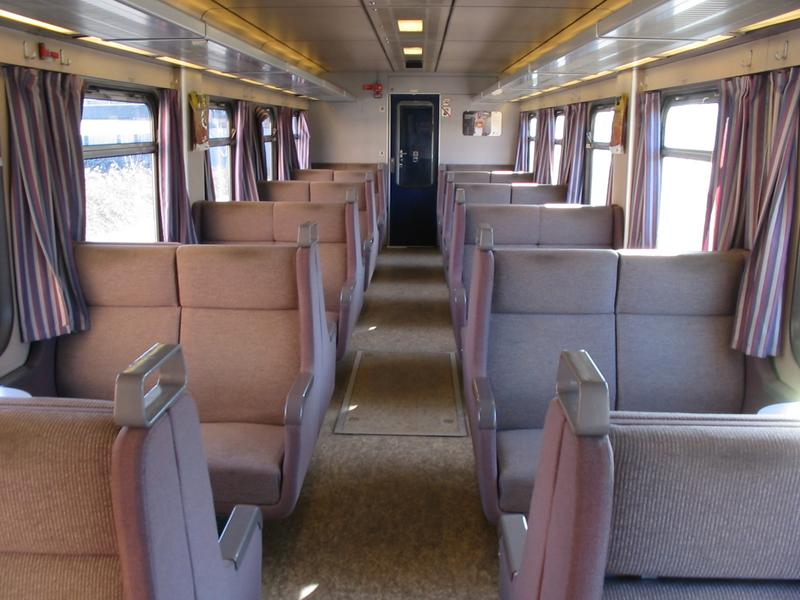
Przedział pasażerski

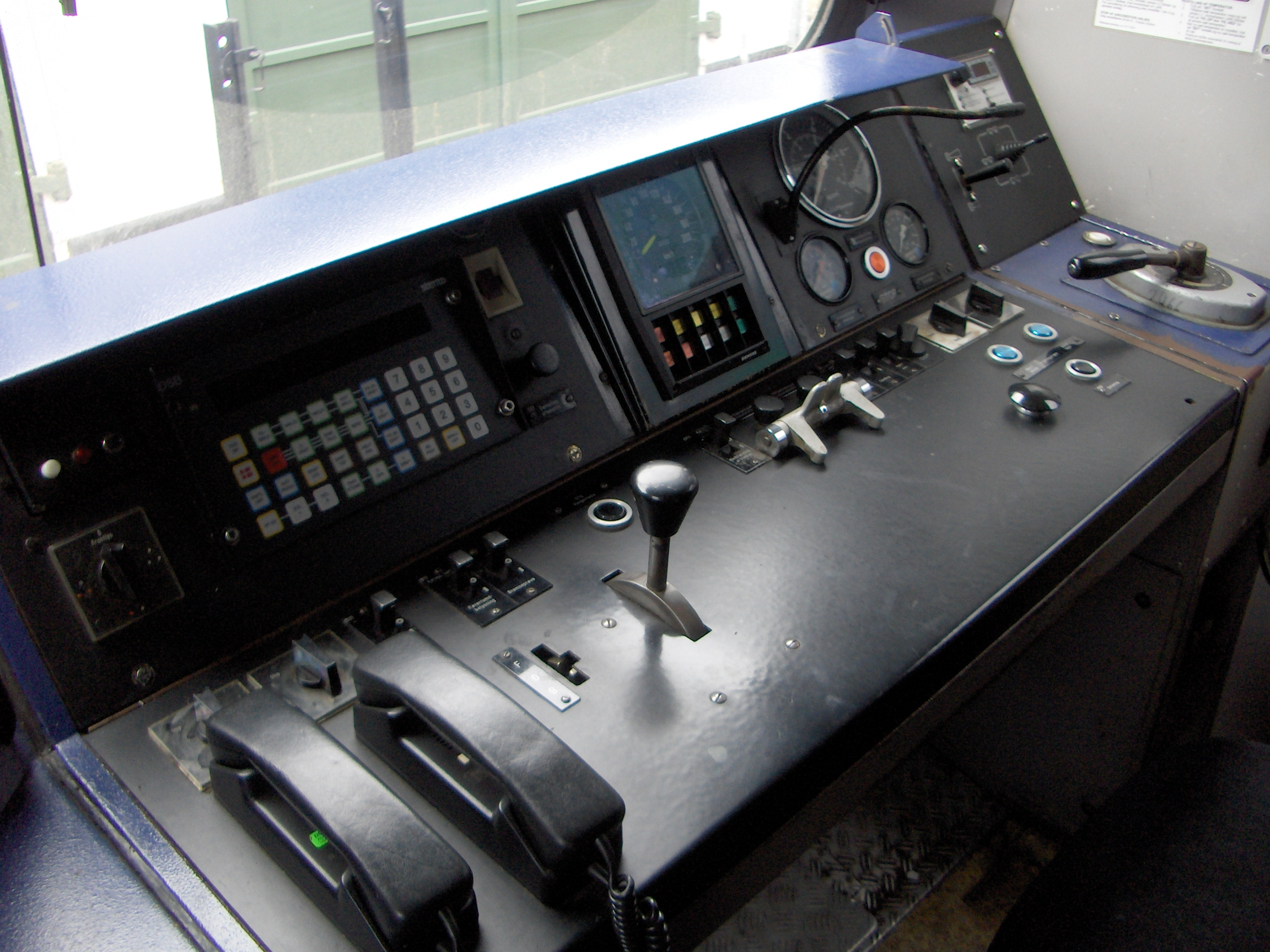
Kabina maszynisty

Wagony MR produkowane od 1978 mają na czole kabinę maszynisty, za nią przedział pasażerski z 16 miejscami siedzącymi, następnie przedsionek wejściowy z jednoskrzydłowymi drzwiami odskokowo-przesuwnymi, toaletę po prawej stronie środkowego przejścia i naprzeciwko niej przedział bagażowy z 3 siedzeniami uchylnymi, przedział pasażerski z 48 miejscami siedzącymi, tylny przedsionek wejściowy tożsamy z pierwszym przedsionkiem umiejscowionym w ⅓ długości wagonu, a na końcu przejście międzywagonowe. Łącznie wagon ma 67 miejsc siedzących, z czego 3 uchylne.
Wagony MRD produkowane od 1981 wyposażono w przedział z 8 siedzeniami uchylnymi dla podróżnych z większym bagażem i dostosowany do przewozu rowerów, umiejscowiony za kabiną maszynisty. Fabrycznie miały one tyle samo drzwi wejściowych, co wagony MR, ale te umieszczone bliżej kabiny były szersze i dwuskrzydłowe. W ramach modernizacji przeprowadzonej w okresie od 1995 do 1997 usunięte zostały natomiast drzwi od strony przejścia międzywagonowego i zastąpione ścianą z oknem. Na koniec wagonu przeniesiono toaletę wraz z powiększonym przedziałem bagażowym wyposażonym w 8 siedzeń uchylnych. Był on połączony z przedziałem pasażerskim z 48 miejscami siedzącymi. Łącznie wagon ma 64 miejsca siedzące, w tym 16 uchylnych.
Ostatnich 7 zespołów o numerach od 93 do 99 przebudowano w latach 1986–1991 na składy dalekobieżne. W wagonach MR tych pociągów za kabiną maszynisty wydzielono przedział 1. klasy, a w wagonach MRD przedział bagażowy zastąpiono regałem na większy bagaż podręczny zmniejszając tym samym liczbę miejsc odchylnych o połowę. W ramach modernizacji rozpoczętej w 1995 przedziały 1. klasy ponownie zmieniono na 2. klasę.
Miejsca siedzące w przedziałach pasażerskich są w układzie 2+2 wzdłuż środkowego przejścia. Przedziały są oddzielone ściankami z drzwiami przesuwnymi. Do toalet i kabin maszynisty prowadzą otwierane drzwi.
Za drzwiami wejściowymi znajdują się 3 stopnie wejściowe prowadzące na poziom podłogi umiejscowionej na wysokości 1200 mm ponad główką szyny. Światło drzwi jednoskrzydłowych wynosi 958 mm, natomiast drzwi dwuskrzydłowych 1340 mm.
Ogrzewanie pociągów zapewnia piec olejowy typu W220 zabudowany pod wagonem MRD. Ciepła woda rozprowadzana jest systemem rur we wnętrzu wagonów do grzejników umieszczonych wzdłuż ścian.

### Wózki
Wszystkie wagony typu MR i MRD są oparte na dwóch wózkach, z których wózek pod kabiną jest toczny, a wózek przy przejściu międzywagonowym jest napędny. Średnica kół wynosi 760 mm, rozstaw osi 1900 mm, a rozstaw czopów skrętu to 15 100 mm.
Pierwszy i drugi stopień usprężynowania stanowią elementy stalowo-gumowe oraz poduszki powietrzne. Wózki wyposażono również w hamulce tarczowe i szynowe magnetyczne. Zastosowano prowadzenie zestawów kołowych typu kolumnowego. Przeniesienie sił pociągowo-wzdłużnych odbywa się za pomocą cięgła skośnego.

### Napęd
Każdy wagon jest napędzany silnikiem wysokoprężnym KHD F12L413F. Jednostka ta ma 12 cylindrów w układzie widlastym, jest chłodzona powietrzem i osiąga moc 237 kW. Przekładnia hydrauliczna Voith 320 wyposażona w przegubowe wały Kardana przenosi moment obrotowy na dwa zestawy kołowe tylnego wózka napędnego. W celu zmiany kierunku jazdy pociągu należy pneumatycznie przestawić przekładnię rewersową.
Cały układ napędowy jest podwieszony pod ramą pojazdu.

## Eksploatacja
| Państwo              | Przewoźnik                                                   | Lata eksploatacji    | Liczba sztuk | Liczba sztuk | Liczba sztuk | Liczba sztuk  | Liczba sztuk |                         |
| Państwo              | Przewoźnik                                                   | Lata eksploatacji    | w ruchu      | odstawionych | zabytkowych  | zezłomowanych | łącznie      |                         |
| -------------------- | ------------------------------------------------------------ | -------------------- | ------------ | ------------ | ------------ | ------------- | ------------ | ----------------------- |
| Dania                | Danske Statsbaner                                            | od 1978              | 49 (97)      | 32           | 1            | 4             | 86           | [ 1 ] [ 4 ] [ 6 ] [ 7 ] |
| Dania                | Arriva Tog                                                   | 2003–2010            | 0 (39)       | 0            | 0            | 0             | 0            | [ 4 ] [ 6 ] [ 8 ]       |
| Niemcy               | Arriva                                                       | –                    | 0            | 5            | 0            | 0             | 5            | [ 4 ]                   |
| Polska               | Arriva PCC (2008–2010) Arriva RP (od 2010) SKPL Cargo (2019) | od 2008              | 0            | 4            | 0            | 3             | 7            | [ 1 ] [ 9 ]             |
| Łączna liczba sztuk: | Łączna liczba sztuk:                                         | Łączna liczba sztuk: | 49           | 41           | 1            | 7             | 98           |                         |

### Dania

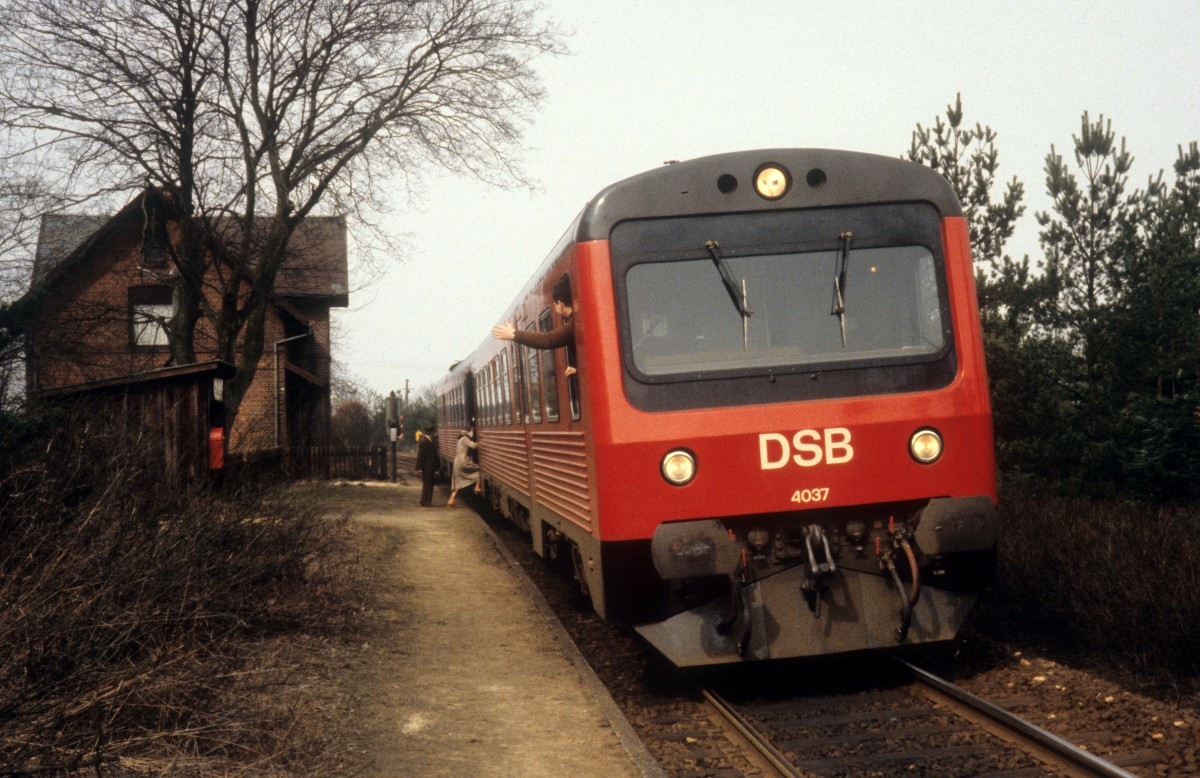
Pierwotna malatura DSB (1979)

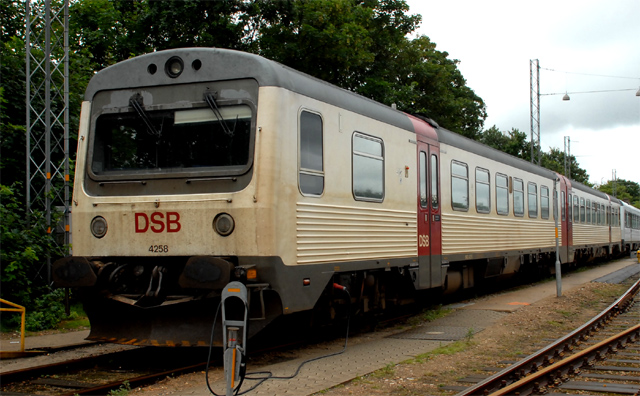
Drugi schemat malowania DSB (2007)

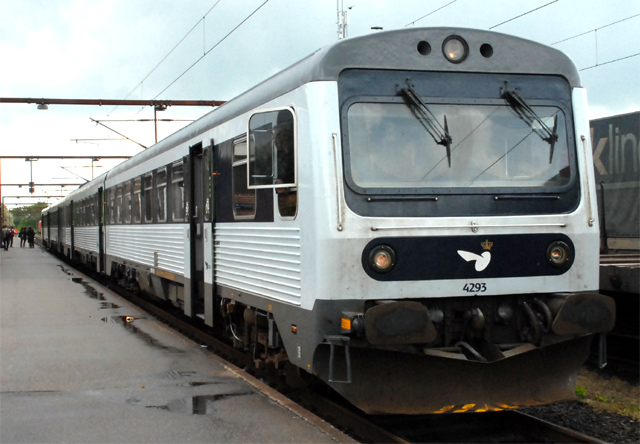
Najnowsze barwy DSB (2009)

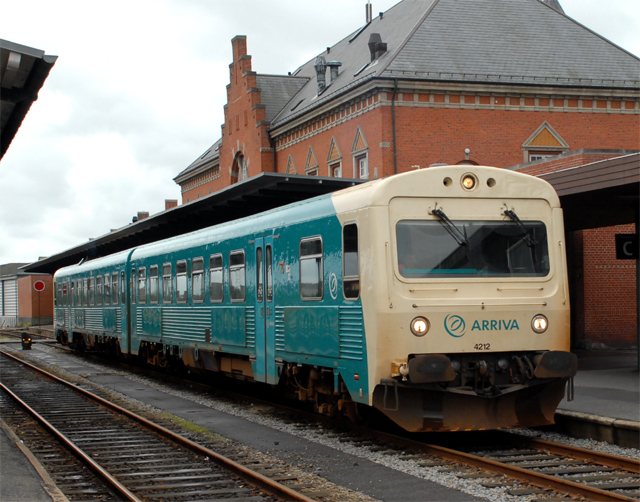
Malatura Arrivy Tog (2007)

14 marca 1978 na stacji Padborg koleje DSB przyjęły na stan pierwszy zespół MR/MR, a do końca tego roku dostarczono i uruchomiono 20 takich składów. Zostały one skierowane do obsługi ruchu lokalnego na zachód od cieśniny Wielki Bełt – na Półwyspie Jutlandzkim, wyspie Fionia i na odcinkach Roskilde – Køge – Næstved i Hillerød – Helsingør. Pierwotnie wagony pomalowano w obowiązujące wówczas czerwone barwy DSB. Powierzchnia wokół szyby czołowej była brązowa, natomiast dach i podwozie były szare.
W maju 1979 ostatni skład produkcji niemieckiej oznaczony jako MR4029+MR4030 zaprezentowano na targach Internationale Verkehrsausstellung w Hamburgu.
9 października 1981 pociąg numer 27 zderzył się z ciężarówką, w wyniku czego skasowany został wagon MR4027, a wagon MRD4227 przemianowano na MRD4283 i został połączony z fabrycznie nowym MR4083. Do 1985 wyprodukowano i przekazano 98 zespołów, a eksploatowanych było wówczas 97 sztuk.
Prócz połączeń lokalnych, ostatnie 7 składów o numerach od 93 do 99 obsługiwało dalekobieżną linię Kopenhaga – Esbjerg, w związku z czym w latach 1986–1991 miała miejsce przebudowa ich wnętrza. Dzięki wysokiej mocy zespołów możliwe było ich łączenie z klasycznymi wagonami, co było praktykowane – spotykane były składy z wagonami osobowymi, pocztowymi i kuszetkami.
Od 1991 do 1994 w składach MR/MRD zamontowano nowy system bezpieczeństwa ruchu typu ATC oznaczony przez DSB jako ZUB 123.
1 sierpnia 1995 w okolicach stacji Jelling miało miejsce czołowe zderzenie pociągów, w którym udział brały dwa składy MR/MRD. W wypadku zostały ranne 54 osoby, w tym 19 ciężko.
W latach 1995–1997 najstarsze pojazdy eksploatowane od ponad 15 lat przeszły gruntowną modernizację w zakładach Partner für Fahrzeugausstattung w Weiden (obecnie Stadler Weiden). Podniesiono prędkość maksymalną z dotychczasowych 120 do 130 km/h i zamontowane zostały m.in. toalety z systemem zamkniętym, automatycznie zamykane drzwi i nowe wyposażenie wnętrza. Kotły olejowe w wagonach MRD wymieniono na nowe, a w wagonach MR całkowicie je zdemontowano. W wagonach MRD zlikwidowano również jednoskrzydłowe drzwi. Przy okazji modernizacji pojazdy otrzymały nowe barwy. Pudła pomalowano na biało, a dach, okolice szyby czołowej i dolny pas na szaro. Drzwi oraz dach nad nimi były czerwone. Tym samym ujednolicono malowanie składów MR/MRD z pociągami IC3 i IC4 należącymi do przewoźnika.
2 marca 2000 na stacji w Kølkær pociąg numer 3712 z Herning obsługiwany składem MR4043/MRD4243 wjechał na tor 1 stacji i rozpoczął hamowanie przed semaforem wyjazdowym nakazującym się zatrzymać. Z przeciwnego kierunku do stacji zbliżał się z prędkością 117 km/h pociąg numer 3705 relacji Fredericia – Struer prowadzony przez skład MR4002/MRD4202, który miał przejechać przez przystanek torem nr 2 bez zatrzymania i zwolnić szlak dla pociągu z Herning. Maszynista pociągu 3705 zignorował sygnał „stój”, kontynuował jazdę bez zmiany prędkości, zjechał rozjazdem na tor 1 i z prędkością bliską 116 km/h uderzył w zatrzymujący się skład 3712. W wypadku zginęli obydwaj maszyniści oraz jeden pasażer pociągu 3705, natomiast 39 pasażerów zostało rannych. Wagony, które się zderzyły, zostały uszkodzone w takim stopniu, że nie kwalifikowały się do naprawy, przez co ostatecznie zostały zezłomowane. Ocalały wagon MR4002 otrzymał numer MR4043 i został połączony z ocalałym wagonem MRD4243.
W styczniu 2003, po zmianie rozkładu jazdy, obsługę części duńskich linii kolejowych w środkowej i północnej Jutlandii przejęła na 8 lat Arriva Tog, w związku z czym przewoźnik wydzierżawił od DSB 39 zespołów MR/MRD. Po ich przejęciu Arriva wprowadziła tymczasowy schemat malowania, w którym na turkusowo przemalowano drzwi i pas między reflektorami zasłaniający logo DSB. Rok później przewoźnikowi dostarczono pierwsze z 30 zamówionych pociągów Coradia LINT 41, dlatego 24 składy MR/MRD zostały zwrócone DSB i ostatecznie przedsiębiorstwo użytkowało 15 takich pojazdów o numerach: 10, 12, 35, 56, 66, 70, 71, 77, 78, 83, 86, 90, 95, 96 i 99.
Od 2004 w ramach planowych napraw zespoły DSB przemalowywano na kremowe z kolorem granatowym na pasie okiennym, na wysokości reflektorów i przy szybie czołowej. Ponadto na czole i drzwiach umieszczono logo przewoźnika. Wymianie uległy wtedy również standardowe tablice relacyjne w bocznych oknach na wyświetlacze diodowe barwy bursztynowej. Naprawy musiała wykonać również Arriva, dlatego w latach 2005–2006 przy okazji tych przeglądów 11 z 15 użytkowanych przez nią pojazdów otrzymało nowe turkusowo-kremowe barwy oraz płaskie tablice reklamowe przyczepione do bocznych ryfli.
W 2005 skład nr 88 w kremowym malowaniu z czerwonymi drzwiami został przekazany na stan muzeum. W 2007 część pociągów DSB wycofano z ruchu ze względu na dostawy nowych składów Desiro. W eksploatacji pozostało wówczas 65 pojazdów. Ich naprawy przeprowadzano w Aarhus i Frederice.
W 2010 Arriva wygrała przetarg na świadczenie przewozów pasażerskich przez kolejne 8 lat. W tym samym roku przewoźnik otrzymał kolejnych 11 zamówionych zespołów Coradia LINT, w związku z czym zakończył dzierżawę od DSB 15 składów MR/MRD. Do 2011 pojazdy zostały zwrócone właścicielowi, po czym odstawiono je na stacji Fredericia. Od tamtej pory kilkukrotnie próbowano je sprzedać. Jedna z prób sprzedaży w formie aukcji internetowej miała miejsce w połowie maja 2015. DSB eksploatowało wtedy 49 pojazdów, natomiast kolejne 32 były odstawione, z czego 1 w Niemczech, a pozostałe 31 w Danii, w tym 24 we Fredericii. Jeden skład przekazano do celów muzealnych, 2 zostały uszkodzone w wyniku wypadków, a inne 2 zezłomowane w innych okolicznościach. Ponadto 5 składów stanowi rezerwę niemieckiej Arrivy, a 7 pociągów przekazano do Polski.
Duńskie zespoły MR/MRD są sukcesywnie wymieniane na zespoły IC4.

### Polska

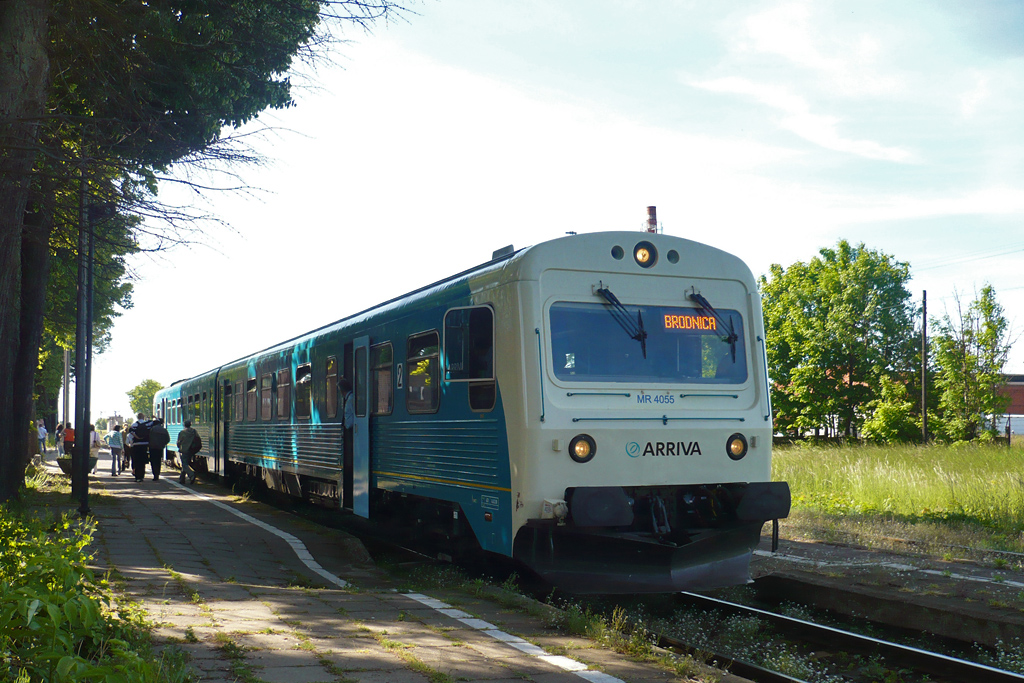
MR4055 w Mełnie (2008)

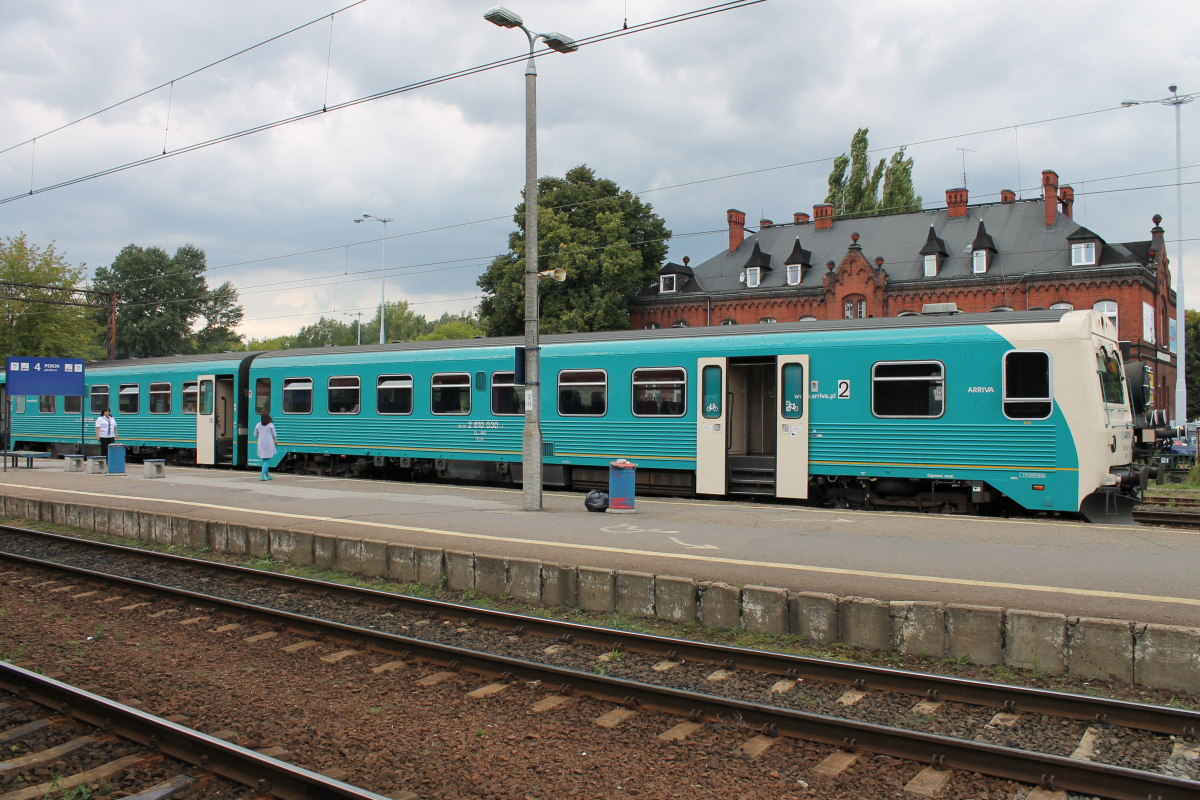
MRD4255 na stacji Toruń Główny (2014)

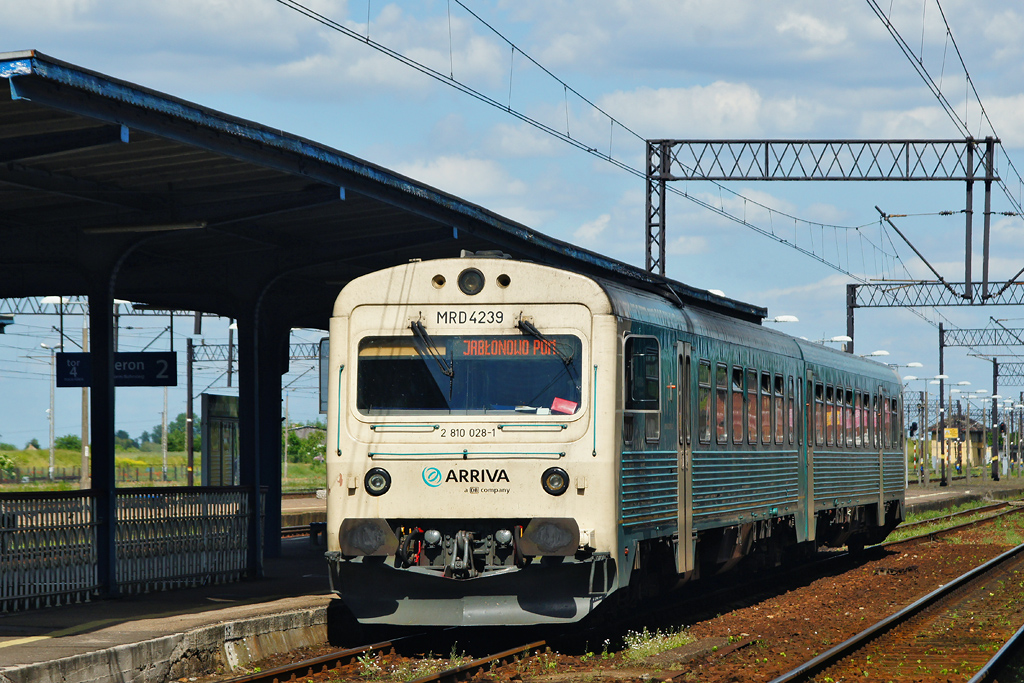
MRD4239 w Jabłonowie Pomorskim (2015)

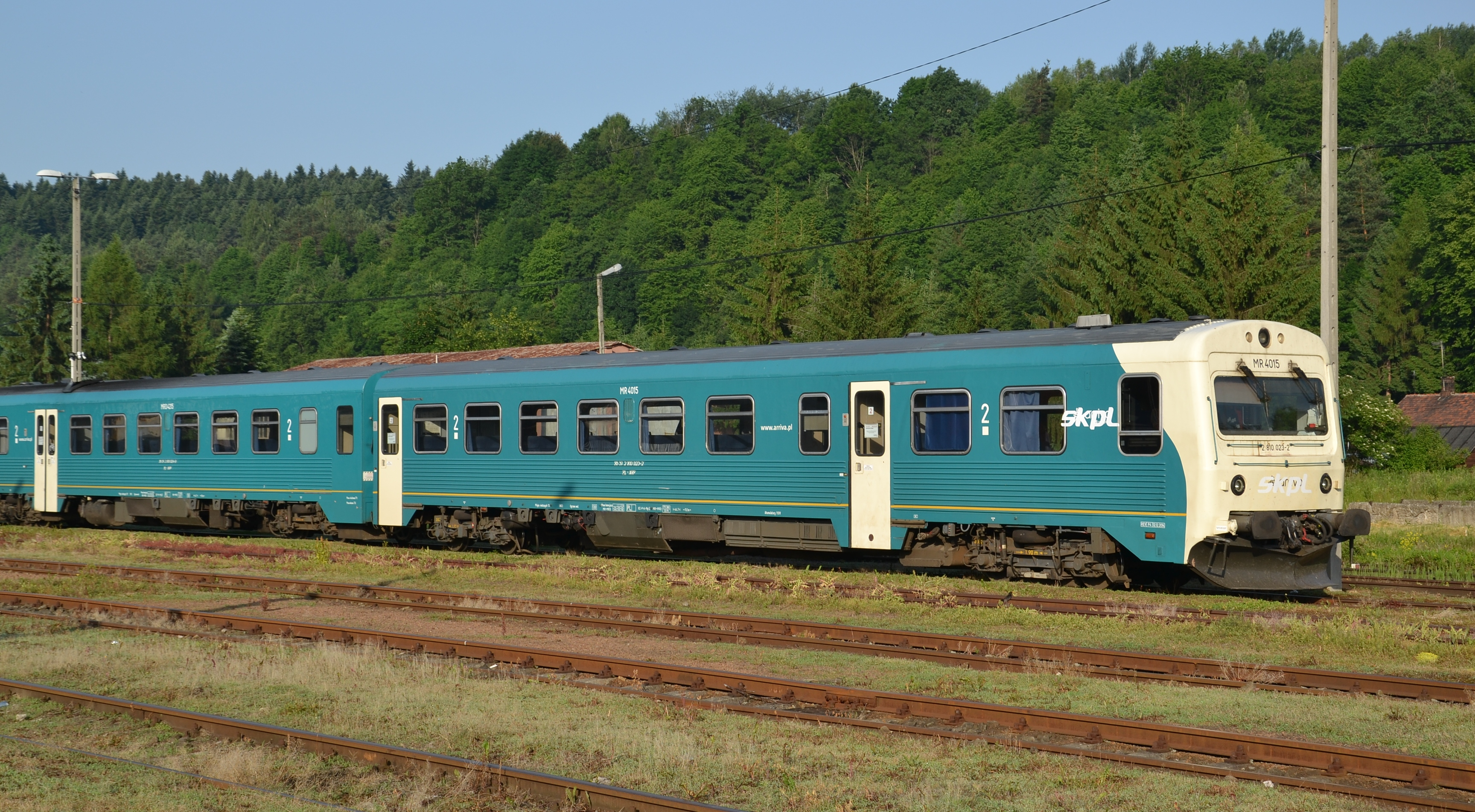
MR 4015 na stacji w Zagórzu

19 czerwca 2007 konsorcjum PCC Rail Jaworzno i Arriva Polska wygrało przetarg na obsługę w okresie od 9 grudnia 2007 do 11 grudnia 2010 niezelektryfikowanych linii w województwie kujawsko-pomorskim. Jeszcze przed ogłoszeniem zwycięzcy tego postępowania nowo powstała spółka Arriva PCC, ze względu na braki taborowe, zdecydowała się na zakup używanych w Danii zespołów MR/MRD i jednego zespołu Y.
Składy MR/MRD, które zostały zakupione od Danske Statsbaner i miały trafić do Polski, poddano przeglądowi w Danii i naprawom w Arriva Werke Nord w Neustrelitz w Niemczech. 24 maja 2007 Arriva sprowadziła do kraju pierwszy zespół i wystąpiła do Urzędu Transportu Kolejowego o świadectwo dopuszczenia go do ruchu. W lipcu skład numer 68 w celu homologacji dostarczono do IPS „Tabor”, gdzie został on ponadto zmodernizowany i doposażony w urządzenia potrzebne do ruchu po sieci PKP PLK. W tym i wszystkich kolejnych pociągach m.in. zamontowano układy SHP, czuwaka aktywnego i radiostopu, czujki przeciwpożarowe, nowe oświetlenie zewnętrzne i nowe fotele maszynistów i pomocników oraz wymieniono materiały palne na niepalne. Zastosowano także nową malaturę zgodną z wymaganiami przewoźnika, oznakowanie zewnętrzne zgodne z krajowymi normami i wewnętrzne napisy w języku polskim. Do grudnia trwały jazdy homologacyjne pierwszego zespołu, a na przełomie 2007 i 2008 do kraju dotarły kolejne dwa pojazdy o numerach 55 i 80.
7 lutego 2008 prezes UTK wydał terminowe świadectwo dopuszczające pojazdy MR/MRD do ruchu w Polsce do 30 czerwca 2009, a następnego dnia pierwszy skład przetransportowano do Torunia, gdzie znajdowała się wówczas baza przewoźnika. Po kilku jazdach rozruchowych przeprowadzono również jazdy szkoleniowe dla maszynistów spółki Arriva PCC. Jedna z nich miała miejsce 15 lutego na trasie Toruń – Sierpc – Brodnica – Radoszki – Brodnica – Jabłonowo Pomorskie – Toruń, 17 lutego natomiast skład MR4068/MRD4268 rozpoczął liniową eksploatację od kursu Toruń – Sierpc. 7 marca obsługę tej samej relacji rozpoczął drugi skład MR4080/MRD4280, a dwa dni później obydwa eksploatowane pojazdy skierowano na linię 207 i trasę z Torunia Wschodniego do Malborka. Pod koniec tego miesiąca włączono do ruchu trzeci skład MR4055/MRD4255 i zapowiedziano pojawienie się kolejnych. W kwietniu sprowadzono i uruchomiono czwarty pojazd MR4022/MRD4222, a w lipcu piąty oznaczony jako MR4001/MRD4201. 1 marca 2009 park taborowy Arrivy zasiliły ostatnie dwa składy MR4015/MRD4215 i MR4039/MRD4239. 29 maja pojazdy otrzymały bezterminowe dopuszczenie do ruchu.
9 grudnia 2010 Arriva RP podpisała umowę na świadczenie przewozów w województwie kujawsko-pomorskim przez 10 lat. Zgodnie z jej zapisami eksploatowany tabor nie może liczyć więcej niż 40 lat, dlatego do 2020 w użyciu będą mogły pozostać tylko 2 zespoły tego typu.
Łącznie 7 zespołów MR/MRD o numerach 01, 15, 22, 39, 55, 68 i 80 eksploatowanych przez Arrivę RP w 2013 obsługiwało połączenia:
- Toruń – Chełmża – Grudziądz – Malbork,
- Toruń – Sierpc,
- Bydgoszcz – Wierzchucin – Chojnice,
- Bydgoszcz – Chełmża,
- Brodnica – Laskowice Pomorskie,
- Brodnica – Grudziądz – Chojnice[3].

W wakacje pojazdy te można było spotkać na trasach do Władysławowa, Nowego Dworu Gdańskiego i Braniewa.
Obsługa bieżąca zespołów ma miejsce w warsztatach przewoźnika w Nowej Wsi Wielkiej. Poza tym pojazdy są tankowane i sprzątane na stacjach w Grudziądzu i Tucholi, gdzie również nocują. W rozkładzie jazdy w 2014 obiegi taboru były ułożone tak, że składy MR/MRD nocowały także we Włocławku.
29 lutego 2016 Arriva poinformowała, że uruchomione zostaną połączenia w ramach oferty Multi Region. Od 13 marca weekendowe pociągi na trasach Toruń Główny – Grudziądz – Malbork – Gdańsk Wrzeszcz, Gdańsk Wrzeszcz – Elbląg – Olsztyn Główny, Olsztyn Główny – Iława Główna – Toruń Główny, Bydgoszcz Główna – Laskowice Pomorskie – Gdańsk Wrzeszcz, Gdańsk Wrzeszcz – Tczew – Chojnice – Piła Główna i Piła Główna – Bydgoszcz Główna są obsługiwane zespołami MR/MRD.
Składy te nazywane są żargonowo Duńczykami.
W styczniu 2019 jeden ze składów został wypożyczony przez SKPL Cargo w celu zastąpienia zepsutych jednostek SN84. 18 stycznia skład dotarł do Rzeszowa.
W 2025 r. Arriva Rail Polska rozpoczęła złomowanie nieeksploatowanych pojazdów MR/MRD.